# Landry Mulemo
Landry Mulemo (Kinshasa, 17 september 1986) is een Congolese voetballer met een Belgisch paspoort. Hij tekende op 6 augustus 2013 bij Beitar Jeruzalem.

## Carrière
Mulemo werd geboren in Congo-Kinshasa en trok in 1990 naar België. Hij sloot zich in eerste instantie aan bij de jeugd van Standard Luik. Na een stop bij FC Flémalle keerde hij in 1995 terug naar de Rouches. Op z'n achttiende verhuisde de linksvoetige verdediger naar Sint-Truiden VV, waar hij zijn debuut maakte in Eerste Klasse. Daar was zijn manager Marc Wilmots aan de slag als coach.
Mulemo kreeg regelmatig speelkansen en kon terug rekenen op interesse van Standard. In 2007 haalde Michel Preud'homme hem terug naar Sclessin. Hij toonde zich met enkele sterke invalbeurten en stond soms in de basiself. Standard speelde op het einde van het jaar kampioen. Een jaar later stapte Preud'homme op en werd László Bölöni de nieuwe coach. De Roemeen plaatste Mulemo op de linksachterpositie dan weer op het middenveld. De concurrentie was echter groot met spelers Axel Witsel en Dante.
Europees maakte Mulemo zijn debuut in de UEFA Cup. Hij mocht op 27 november 2008 invallen tijdens de wedstrijd tegen Partizan Belgrado. Op het einde van het seizoen speelde Standard opnieuw kampioen, deze keer na barragewedstrijden tegen rechtstreekse concurrent RSC Anderlecht. Mulemo stond in beide wedstrijden 90 minuten op het veld.
Door het veroveren van de titel mocht Standard naar de Champions League. Mulemo maakte zijn debuut op het kampioenbal in de uitwedstrijd tegen het Nederlandse AZ Alkmaar. Sportief kende Standard tijdens het seizoen 2009/10 geen succesjaar. Mulemo zelf kwam nog amper aan spelen toe. Tijdens de winterstop kocht de club met Sébastien Pocognoli een nieuwe linksachter. De Congolose Belg uitte zijn ongenoegen en wou op het einde van het seizoen vertrekken. AA Gent, Anderlecht en ex-club STVV leken de grootste kanshebbers om Mulemo binnen te halen. Maar uiteindelijk kwam er geen transfer naar een van deze clubs.
In juni 2010 raakte bekend dat hij naar het Turkse Bucaspor zou verhuizen. Met die club degradeerde hij in 2011.
Op 27 juli 2011 zette Mulemo zijn loopbaan verder bij KV Kortrijk. Hij tekende er een contract voor één seizoen. Hij moest vaak vanop de bank toekijken. Hein Vanhaezebrouck opteerde meestal voor Mustapha Oussalah als linksachter. Op 6 augustus 2013 bereikte hij een overeenkomst met het Israëlische Beitar Jeruzalem.

## Internationaal
Door zijn dubbele nationaliteit kon Mulemo kiezen voor welke nationale ploeg hij uitkwam. Hij speelde al verscheidene keren voor de nationale jeugdploegen van België. Zo nam hij in 2008 deel aan Olympische Zomerspelen. Hij strandde toen met België in de halve finale en greep net naast de bronzen medaille. Hij werd ook drie maal geselecteerd voor de A-ploeg van de Rode Duivels, één maal door René Vandereycken in 2008 en twee maal door Dick Advocaat in 2009. Hij kwam echter geen enkele keer in actie. Hierdoor mocht hij in 2011 zijn debuut maken voor Congo.

## Carrière
- 1990-1992: Standard Luik (jeugd)
- 1992-1995: FC Flémalle (jeugd)
- 1995-2004: Standard Luik (jeugd)

| Seizoen | Club                 | Land      | Competitie          | Wed. | Goals |
| ------- | -------------------- | --------- | ------------------- | ---- | ----- |
| 2004/05 | Sint-Truiden VV      | België    | Eerste Klasse       | 12   | 0     |
| 2005/06 | Sint-Truiden VV      | België    | Eerste Klasse       | 24   | 0     |
| 2006/07 | Sint-Truiden VV      | België    | Eerste Klasse       | 29   | 1     |
| 2007/08 | Standard Luik        | België    | Eerste Klasse       | 17   | 0     |
| 2008/09 | Standard Luik        | België    | Eerste Klasse       | 20   | 0     |
| 2009/10 | Standard Luik        | België    | Eerste Klasse       | 18   | 0     |
| 2010/11 | Bucaspor             | Turkije   | Süper Lig           | 21   | 0     |
| 2011/12 | KV Kortrijk          | België    | Eerste Klasse       | 14   | 0     |
| 2012/13 | KV Kortrijk          | België    | Eerste Klasse       | 22   | 1     |
| 2013/14 | KV Kortrijk          | België    | Eerste Klasse       | 0    | 0     |
| 2013/14 | Beitar Jeruzalem     | Israël    | Ligat Ha'Al         | 17   | 0     |
| 2013/14 | Kaposvári Rákóczi FC | Hongarije | Nemzeti Bajnokság   | 11   | 0     |
| 2014/15 | KV Kortrijk          | België    | Eerste Klasse       | 26   | 0     |
| 2015/16 | Zonder club          |           |                     |      |       |
| 2016/17 | KF Vllaznia          | Albanië   | Kategoria Superiore | 8    | 0     |
| 2017/18 | Birkirkara FC        | Malta     | Premier League      | 5    | 0     |
| Totaal  | Totaal               | Totaal    |                     | 244  | 2     |